# Anacoluto
El anacoluto o solecismo es un cambio repentino en la construcción de la frase que produce una inconsistencia, como si se hubiera cambiado la estructura sintáctica a mitad de la frase. Es habitual e inconsciente como parte del habla informal, pero en algunos casos se utiliza intencionalmente, como figura retórica. En este caso suele denominarse reticencia, y consiste en dejar incompleta una frase o no acabar de aclarar una especie, dando a entender el sentido de lo que no se dice.

## Etimología
Anacoluto proviene del latín anacoluthon, y este del griego ἀνακόλουθον (anakólouthon; ‘que no sigue’, ‘inconsecuente’); palabra compuesta con el prefijo privativo ἀν- (an-) y la raíz ἀκόλουθος (akóluthos; ‘acólito’, ‘consecuente’, ‘compañero de camino’).
Su prácticamente sinónimo, «solecismo», proviene del latín soloecismus, que a su vez deriva del griego σολοικισμός (soloikismós, ‘error sintáctico’). Su origen es la palabra σόλοικος (sóloikos), aplicada a los habitantes de Solos (en Cilicia), que hablaban una variedad de griego muy peculiar.

## Ejemplos
A menudo, se produce anacoluto porque el hablante enuncia un sintagma nominal que aparentemente va a ser el sujeto de la frase, pero después opta por una estructura sintáctica distinta, en la que el sujeto es otro:
Mi compañera, sus padres son de Murcia.
Nosotros, no nos gustan esas historias.
Yo, leyendo estos libros, se me ocurren ideas fabulosas.
También es habitual el anacoluto en las oraciones de relativo, en las que el pronombre que las introduce resulta no tener función sintáctica clara:
Han sacado una pastilla que quien la toma es feliz para siempre.